# Pseudocellus valerdii
Espèce
Pseudocellus valerdii est une espèce de ricinules de la famille des Ricinoididae.

## Distribution
Cette espèce est endémique d'Oaxaca au Mexique. Elle se rencontre vers Acatlán de Pérez Figueroa.

## Description
Le mâle holotype mesure 4,25 mm et la femelle paratype 4,75 mm.

## Étymologie
Cette espèce est nommée en l'honneur de José Cruz Valerdi Tlachi.

## Publication originale
- Valdez-Mondragón & Juárez-Sánchez, 2021 : « A new epigean species of ricinuleid of the genus Pseudocellus (Arachnida: Ricinulei: Ricinoididae) from a tropical sub-deciduous forest in Oaxaca, Mexico. » Journal of Arachnology, vol. 48, no 3, p. 329-338.